# Nedgravning
|  | Denne artikel er oprettet af botten PalnaBot ud fra en ekstern database. Den kan derfor have sproglige fejl eller mangler. Denne skabelon kan fjernes efter kontrol af indholdet. |

Nedgravning er en kortfilm instrueret af Torben Bech efter manuskript af Torben Bech.

## Handling
I en kaffedrikkende verden tæt på vores, forskydes balancen, da "Bonden" bliver smidt ud af sin elskerinde, "Kvinden", og må vende tilbage til sin famile. Ubalancen skaber kontakt til samfundets farlige figur "Dusørjægeren", og den mystiske "Lollænderen".